# Graubünden-Route
Die Graubünden-Route ist die nationale Fahrradroute 6 in der Schweiz. Es ist die einzige der neun Routen, die mehrgliedrig ist. Die Route ist wie die anderen nationalen Fahrradrouten in der Schweiz mit roten Hinweisschildern gekennzeichnet.

## Teilstrecken
- Chur-Bellinzona

Dieser Abschnitt ist 130 km lang. Er verläuft von Chur über Thusis nach Bellinzona. Der Höhenunterschied beträgt 1650 m (mit Veloverlad 250 m), in Gegenrichtung 2100 m (270 m).
- Chur-Martina

Dieser Abschnitt ist 152 km lang. Er verläuft von Chur über Thusis und St. Moritz nach Martina an der österreichischen Grenze. Der Höhenunterschied beträgt 2560 m (310 m), in Gegenrichtung 2140 m (680 m).
- St. Moritz-Martina

Dieser Abschnitt hat eine Höhendifferenz von 930 m (480 m), in Gegenrichtung 1390 m (670 m).

## Veloverlad
Durch einen sogenannten Veloverlad können Höhenmeter eingespart werden. Bei Benutzung der vorgeschlagenen Veloverlade ergeben sich wesentlich geringere Steigungen, die zu bewältigen sind (siehe Höhenangaben in Klammern).